# 沖縄美ら海水族館
沖縄美ら海水族館（おきなわちゅらうみすいぞくかん、英: Okinawa Churaumi Aquarium）は、沖縄本島北西部の本部半島備瀬崎近くにある国営沖縄記念公園・海洋博覧会地区（海洋博公園内）の水族館。一般財団法人沖縄美ら島財団が管理・運営している。「チュらうみ」とは沖縄の方言で「清〔きよ〕ら（しい）海」という意味。
完成当初世界最大だった大水槽「黒潮の海」を泳ぐジンベエザメ、ナンヨウマンタなどが人気で、沖縄県の著名な観光地となっている。2005年（平成17年）にアメリカ合衆国のジョージア水族館が開館されるまでは世界最大の水槽を持つ水族館であった。
水族館の周辺には、オキちゃん劇場（イルカショー）など、無料で見学できる施設も整備されている。

## 概要
水族館内には水量7,500m3の世界最大級の大水槽「黒潮の海」を設置するほか、総展示槽数は77槽。
「沖縄の海との出会い」をコンセプトに、イノー（沖縄の方言でサンゴ礁の縁の浅瀬のこと）、珊瑚礁、黒潮の海、深海と様々な海の生物を紹介している。
なかでも世界で初めて長期飼育に成功したジンベエザメやナンヨウマンタが人気の展示となっており、ジンベエザメは水族館のキャラクターともなっている。
また、「サメ博士の部屋」では、サメについての様々な知識を学ぶことができる他、併設されている「危険ザメの海」水槽には、沖縄近海にも生息する危険ザメの一種であるオオメジロザメやイタチザメなどのサメ数種類も飼育されている。2016年には3.5メートルほどのホホジロザメの成魚の飼育展示に成功するも、三日後に死亡した。2016年（平成28年）3月末の飼育数は約740種21,000点。
研究機関としての、新種海洋生物の発見にも貢献している。シマツノコシオリエビ、新属新種のシンカイサンゴガニのほか、小型潜水艇を使って2004年に石垣島沖で採取して飼育してきたイソギンチャクが新種だったと判明し、「チュラウミカワリギンチャク」と命名したことを2019年に発表している。

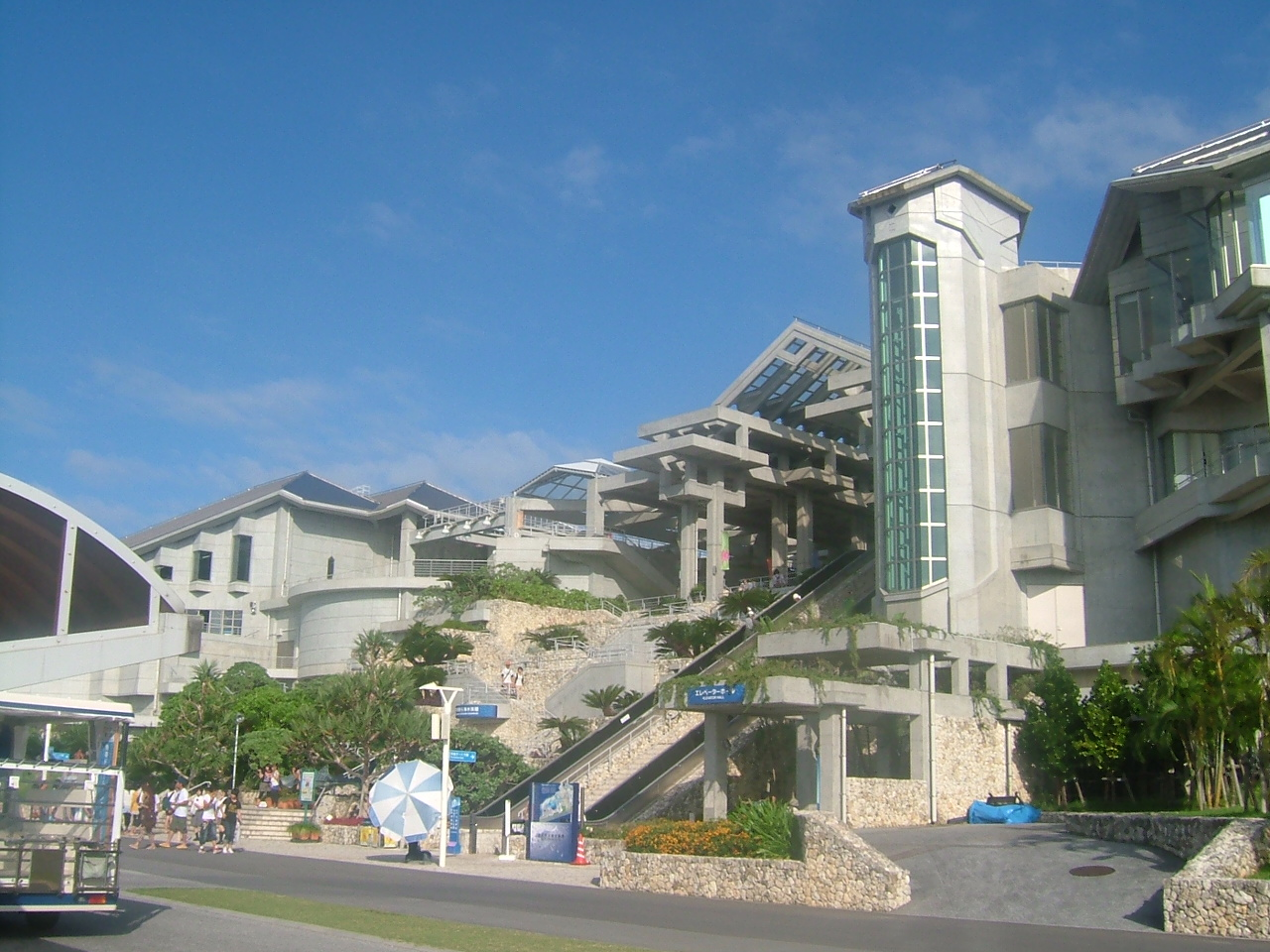
全景
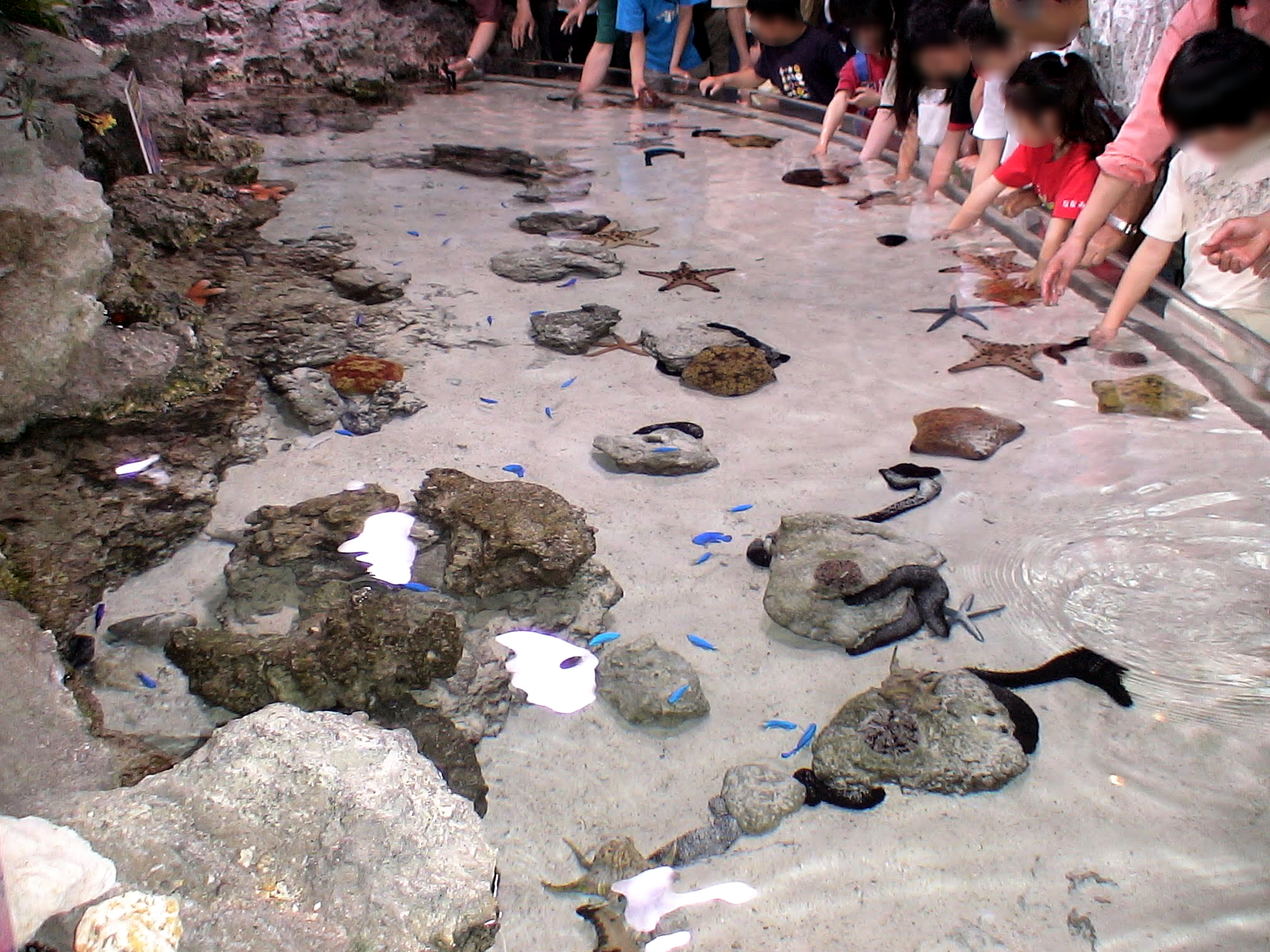
イノーの生き物たち （タッチプール）

### 「黒潮の海」水槽
水族館の1階から2階を貫く「黒潮の海」水槽は、長さ35m×幅27m、深さ10m、水量7,500m3で世界でも有数の大きさを誇る。観客と大水槽を隔てるアクリルパネルは高さ8.2m、幅22.5m、厚さ60cm、パネル総重量は135トンあり、ギネスブック公認の世界最大のアクリルパネルとなっていたが、2008年（平成20年）10月にオープンしたドバイ水族館のアクリルパネルに記録を更新された。
この「黒潮の海」水槽には、全長8.6mものジンベエザメやナンヨウマンタをはじめ、サメやエイなど黒潮の多種多様な回遊魚たちが泳いでおり、来館者の視界いっぱいに水槽が広がる雄大な光景を見せている。ジンベエザメは餌を採る際に口を水面に向け垂直の姿勢をとるが、成熟すれば全長9メートルに達するといわれるジンベエザメの尾が水底をこすらないように水槽の深さは10mとされたのである。
ジンベエザメ以外でも様々な試みがされており世界初となるオニイトマキエイ、ヒメイトマキエイの生体展示や世界で唯一の飼育下でのナンヨウマンタの繁殖成功など様々な結果を残している。
この大水槽では給餌解説が行われるほか、上部から水槽を観察する「黒潮探検（水上観覧コース）」（定員制）や水槽に隣接したカフェ「オーシャンブルー」などもあり、沖縄美ら海水族館のハイライトとなっている。

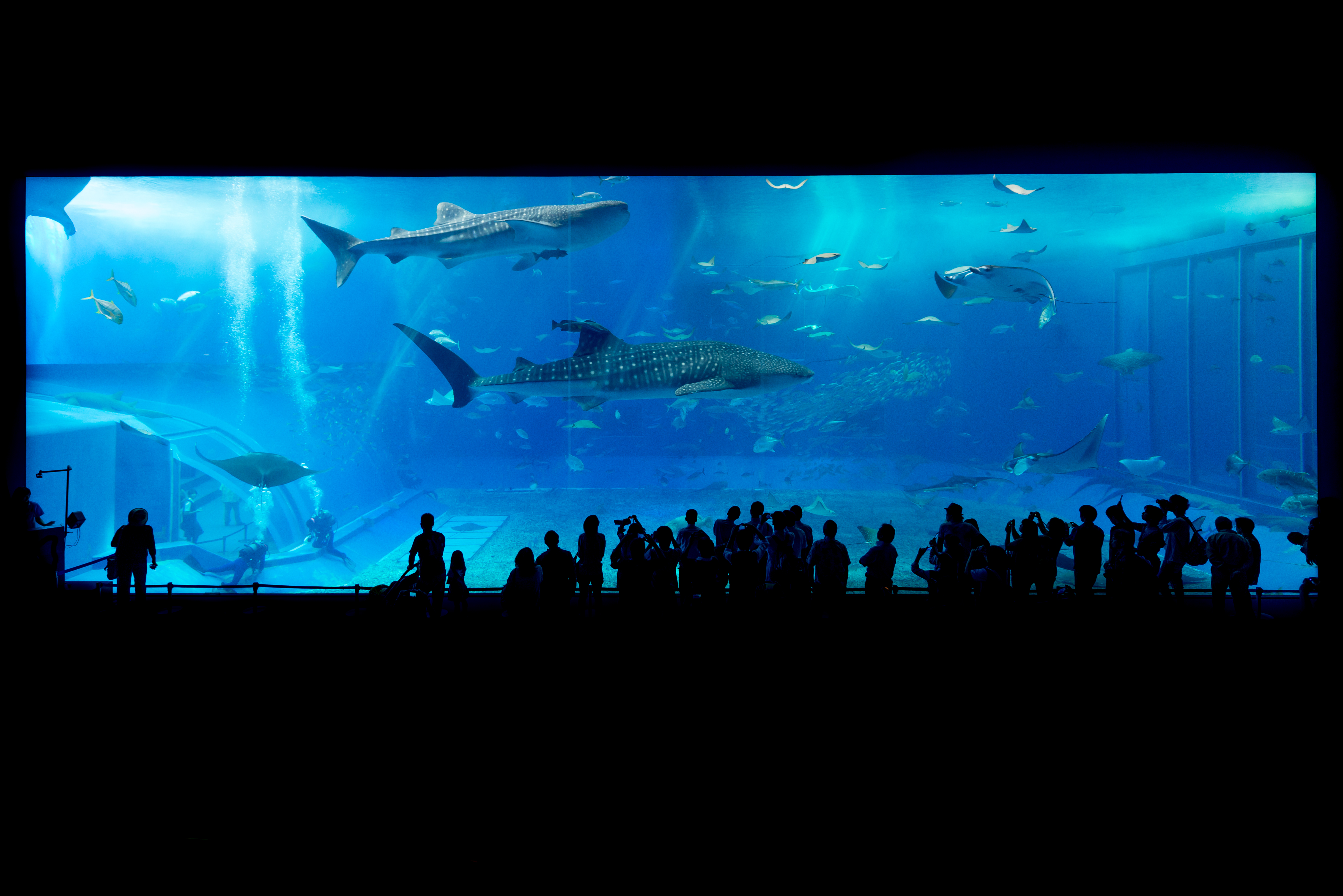
「黒潮の海」水槽
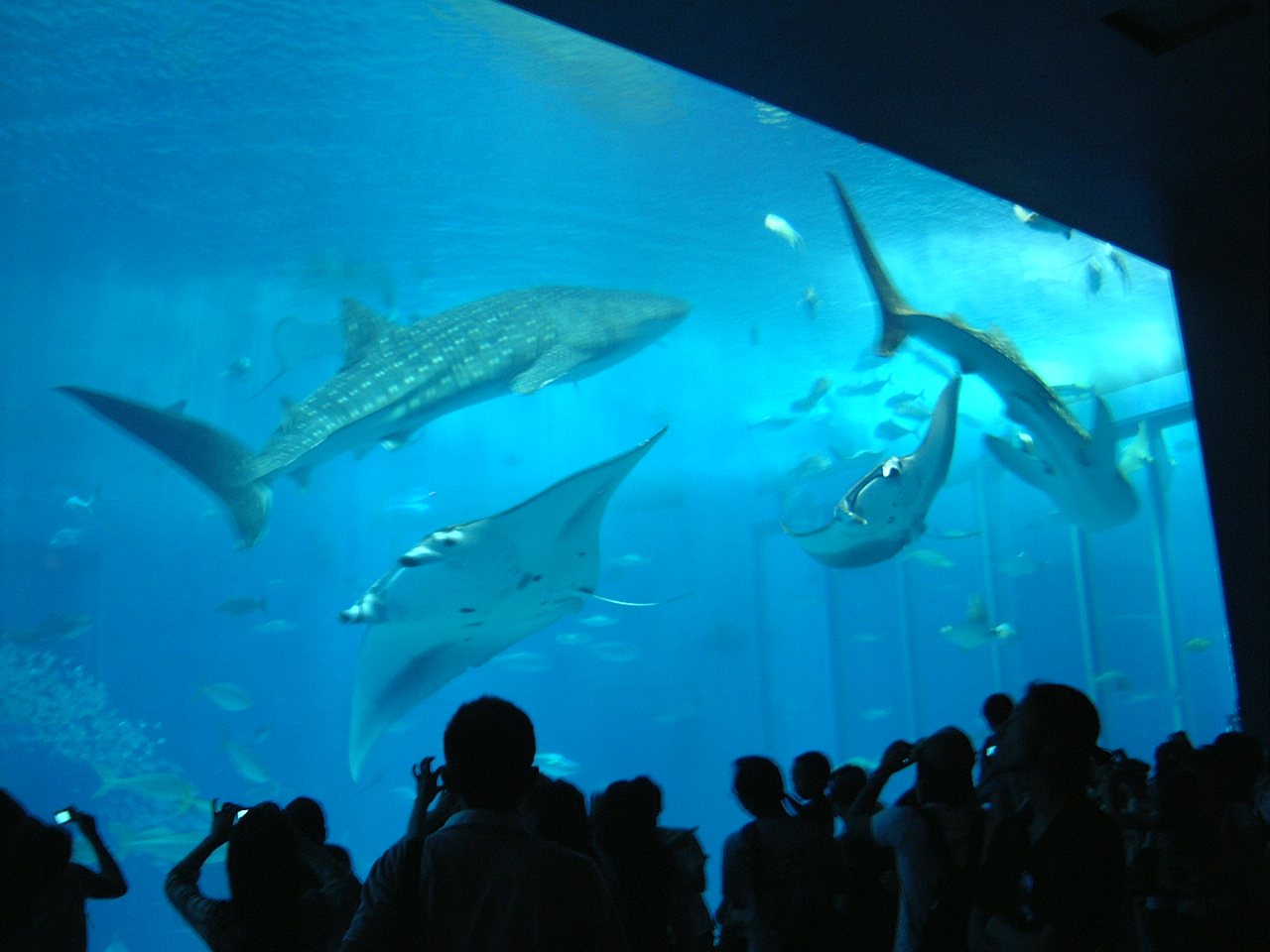
このようにナンヨウマンタとジンベエザメとのランデブーも見られる
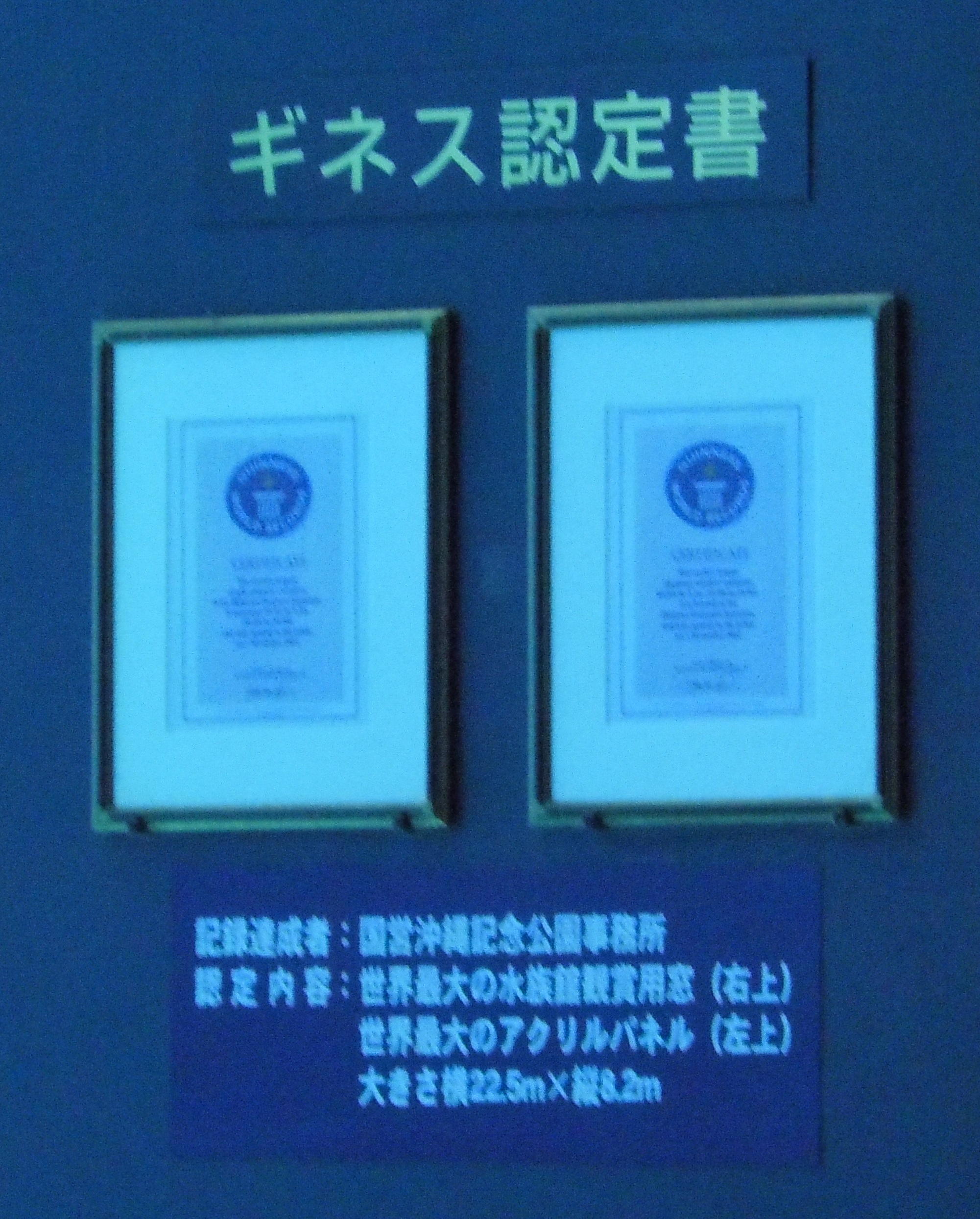
「黒潮の海」水槽のアクリルパネルのギネス認定書

## 海洋博公園内の隣接施設
海洋博公園内に「オキちゃん劇場」（イルカショー）や「イルカラグーン」「マナティー館」「ウミガメ館」がある。

### オキちゃん劇場・イルカラグーン
無料施設で、バンドウイルカ、ミナミバンドウイルカ、オキゴンドウ、シワハイルカのショーや飼育を見学することができる。
2005年（平成17年）に病気で尾びれの大半を失ったバンドウイルカの「フジ」が人工の尾びれを付けショーに復活したことが話題となったほか、岩貞るみこによって『もういちど宙へ』のタイトルで書籍化され、2007年（平成19年）にこれを原作として映画『ドルフィンブルー フジ、もういちど宙へ』が製作されたほか、2007年（平成19年）4月時点では水族館公認のイルカ飼育チームのウェブサイトが公開されていた。なお、フジは2014年（平成26年）11月1日に死亡している。

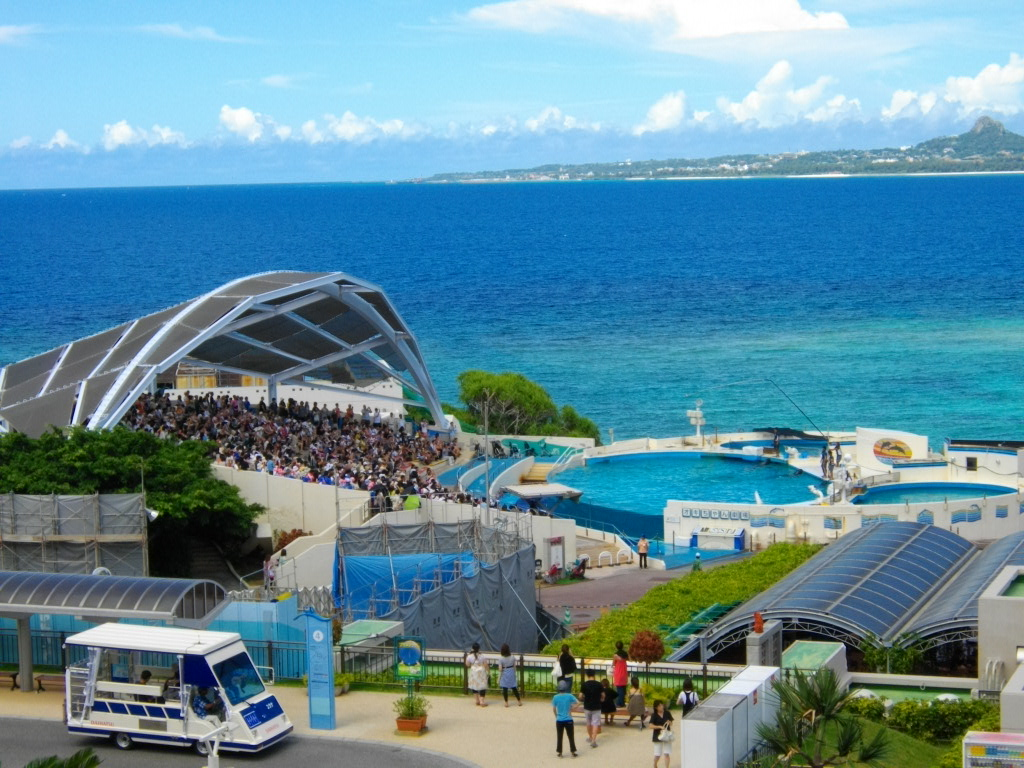
オキちゃん劇場
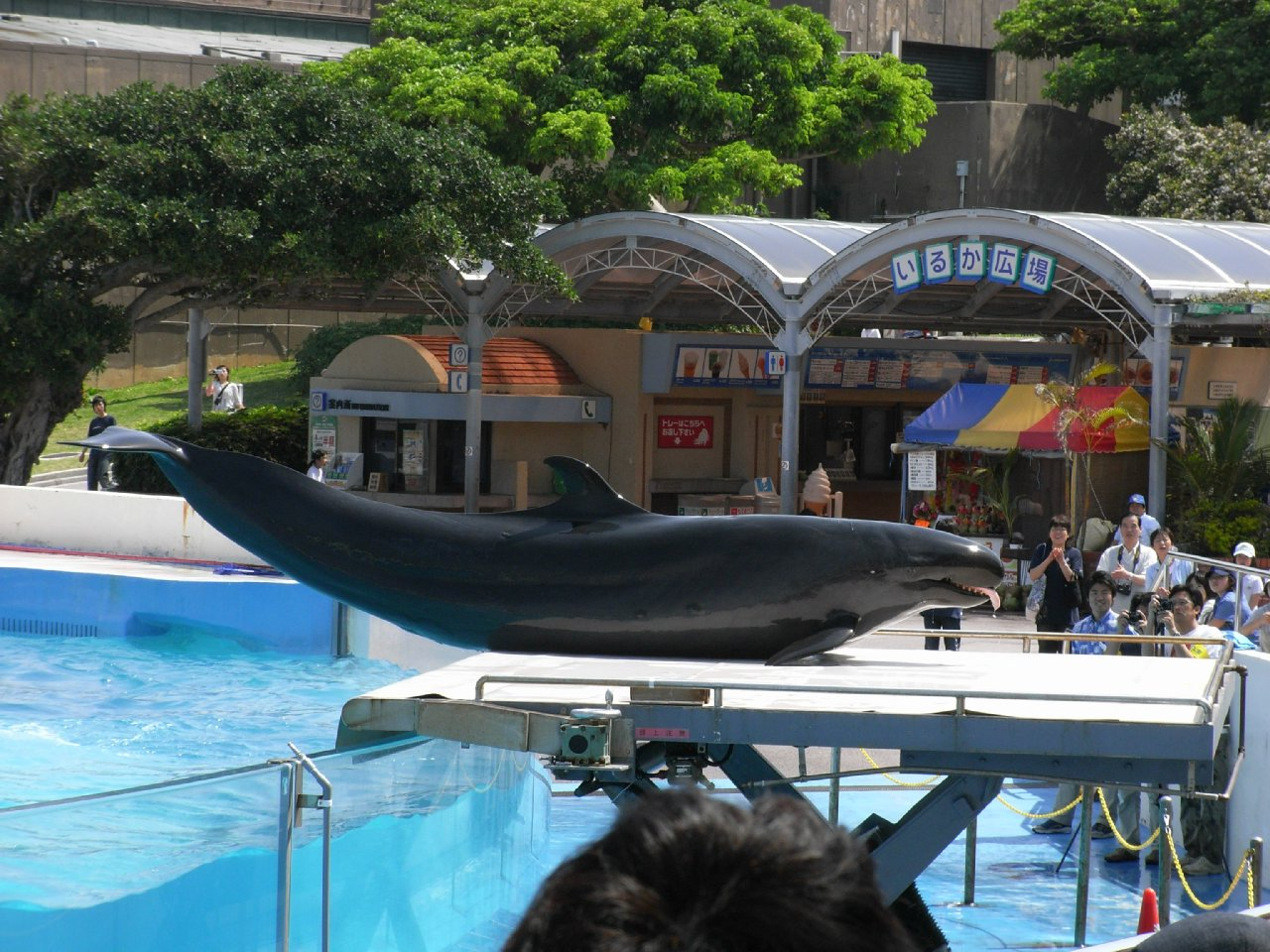
オキちゃん劇場のオキゴンドウ
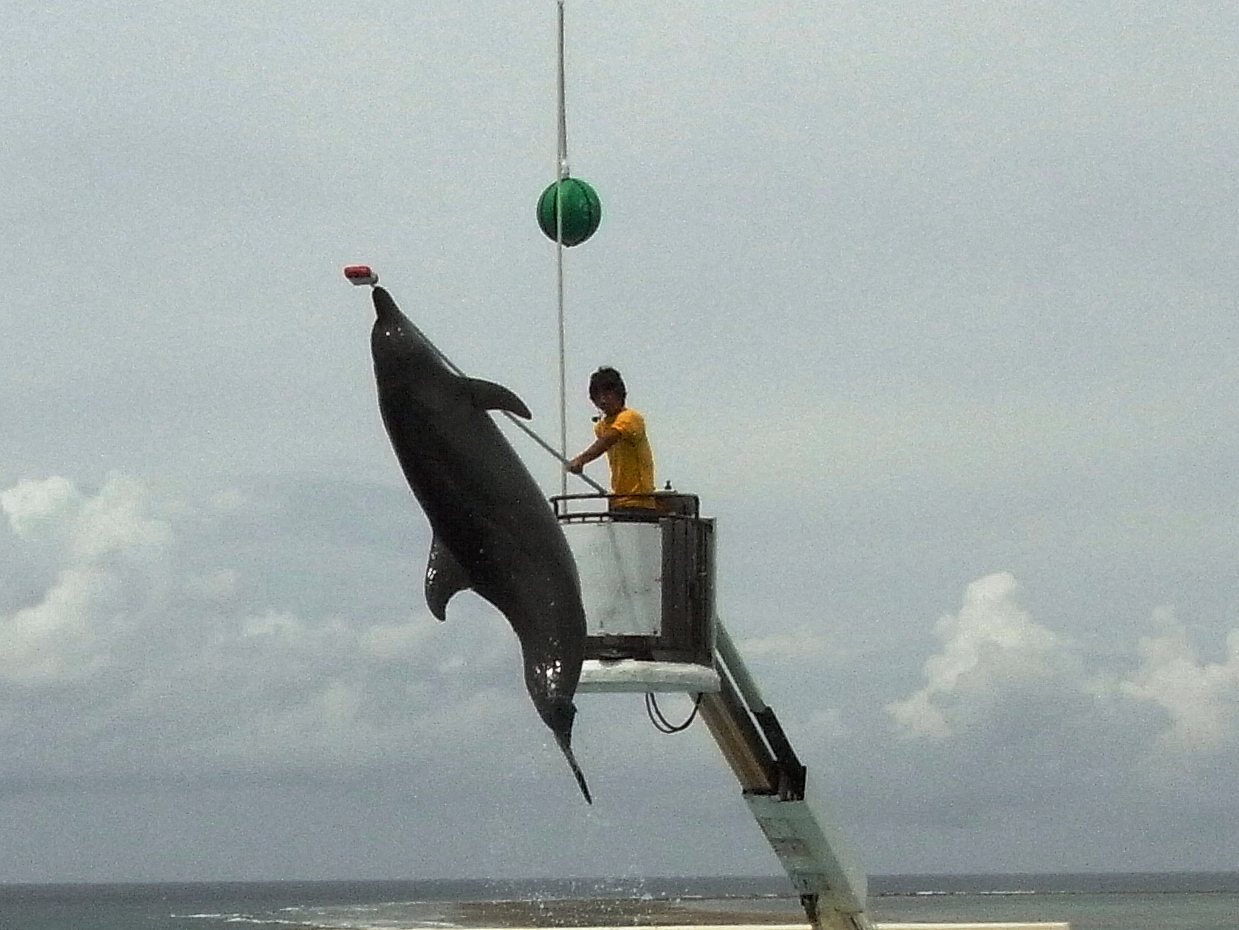
ドルフィンジャンプ

### マナティー館
メキシコ合衆国大統領から贈られたマナティーが飼育・展示されている。1978年（昭和53年）に贈られたオスの「ユカタン」、1997年（平成9年）に贈られたメスの「マヤ」、オスの「琉」の3頭の他、マナティー館で生まれたメスの「ユマ」（ユカタンとマヤの子）がいる（2010年時点）。

### ウミガメ館
タイマイ、アオウミガメ、アカウミガメ、クロウミガメ、ヒメウミガメの5種類のウミガメを飼育・展示している。

### かつて使用していた主な施設
（旧）水族館本体は新水族館開館に伴い、また、イルカスタジオ、海の保育園および（旧）水族館アーケード部は、コンクリートの劣化等により、2007年（平成19年）1月末から使用を休止し、全て撤去されている。

## 沿革

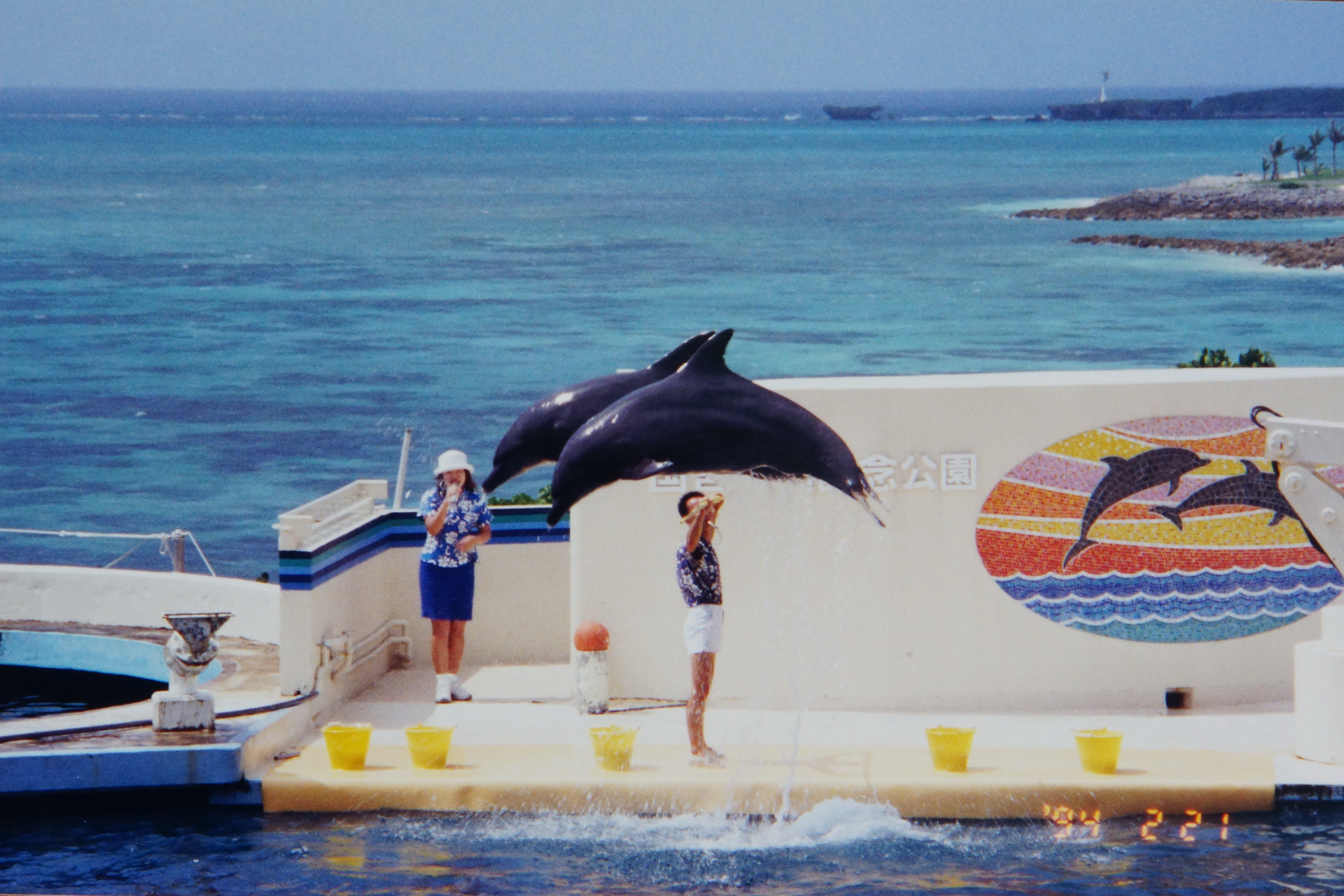
前身の国営沖縄記念公園水族館のオキちゃん劇場

沖縄本土復帰記念事業として1975年（昭和50年）に本部町で開催された沖縄国際海洋博覧会において、海洋生物を展示した「沖縄国際海洋博覧会の海洋生物園」が出展された。その後、博覧会跡地に国営沖縄海洋博覧会記念公園を整備するにあたり、博覧会施設を受け継いで1979年（昭和54年）8月に「国営沖縄海洋博記念公園水族館」が開館した。開館当時、「黒潮の海」水槽の水量の1,100トン(長さ27m、幅12m、深さ3.5m)の水槽は世界最大であった。また、公園の名称は1987年（昭和62年）に「国営沖縄記念公園」に改称され、水族館も「国営沖縄記念公園水族館」に改称された。
バブル崩壊後の1991年（平成3年）頃から入館者数が減少し始めたことに加え、短期間の博覧会用に建設した施設のため老朽化が著しくなってきたことから、内閣府沖縄総合事務局が主体となって新館を建設する。旧来の水族館を2002年（平成14年）8月31日に閉館、沖縄本土復帰30周年に合わせて同年11月1日に新館を開館するとともに、現名称に改称された。
管理運営は沖縄美ら島財団（旧名:海洋博覧会記念公園管理財団）が行っている。旧館閉館前の1年間の入館者数は43万人強であったが、新館開館後の1年の間に275万人に激増した。当時は、2001年（平成13年）9月11日に発生したアメリカ同時多発テロ事件により、在日米軍基地が多い沖縄県が旅行先として敬遠されて観光客数が激減後、2002年（平成14年）11月に中国で発生したSARSにより、今度は日本国外への旅行客が沖縄へ旅行先を振り替えたという観光客の傾向があり、また、ドラマ『ちゅらさん』に代表される沖縄ブームもあった。
2014年（平成26年）4月1日から入館料（大人）が1,800円から1,850円、入館料（高校生）が1,200円から1,230円、入館料（小・中学生）が600円から610円の値上げを実施。
2017年度（平成29年度）の入館者数は378万4132人。2019年（令和元年）6月29日に累計入館者数が5000万人に達した。
2019年2月、都市再生機構の公園事業が終了することを受けて、運営管理権が国から沖縄県へ移管される。
2019年度（2019年4月-2020年3月）は、日韓関係の悪化や2019新型コロナウイルスの影響で沖縄県全体の観光客数が減少。沖縄美ら海水族館の入場者数にも影響があり、年度収入が初めて赤字となった。
2022年（令和4年）10月から入館料（大人）が1,880円から2,180円に、同（中人：高校生）1,440円、同（小人：小・中学生）710円に値上げされた。（消費税改定に伴う2回の値上げを除いて初めての実質的な値上げ。）　　

## 建築概要
- 設計 - 国建
- 施工 - 鹿島建設・屋部土建・阿波根組JV
- 竣工 - 2002年10月
- 構造 - RC造（一部SRC造、S造）
- 規模 - 地上4階
- 延床面積 - 19,199m2
- 総水量 - 約10,000m3
- 所在地 - 沖縄県国頭郡本部町字石川424番地

## 営業時間
沖縄美ら海水族館
出典: 
- 2021年（令和3年まで）、休園日は、12月の第1水曜日とその翌日（木曜日）に行われ、海洋博公園の全ゲートが閉まり海洋博公園内に入園できない。
- 2022年（令和4年から）、海洋博公園の一部分と沖縄美ら海水族館関連区域及び周辺施設を開園・開館[19]。

## 入館料
海洋博公園の入場は 無料 となっており、周辺施設のオキちゃん劇場などの見学に料金はかからない（沖縄美ら海水族館、熱帯ドリームセンター、海洋文化館は別料金）。
- 身体障がい者手帳、療育手帳、精神障がい者保健福祉手帳所持者は無料（水族館券売所にて手帳の提示が必要）。また、介助者も1名まで無料で入館可能（手帳の等級は問わない）。
- 各種クレジットカード、Edy、nanaco、QUICPay、WAONでの支払い可能（水族館内のショップ、飲食店の一部でも利用可）。
- 水族館入口のチケット売り場のほか、沖縄県内のコンビニエンスストア、道の駅許田、那覇空港の観光案内所などでは、割引料金で前売券を購入することができる。
- 2023年（令和5年）3月31日（金曜日）に「4時からチケット」販売終了。

## アクセス
自動車を利用
那覇空港から沖縄自動車道経由で約2時間。
高速バスを利用
那覇空港から約2時間 - 2時間30分。
やんばる急行バス
2013年から那覇空港と今帰仁村を沖縄自動車道・沖縄美ら海水族館を経由して運行する一般乗合のバス路線を開設している。
- 那覇空港 - 県庁北口 - 古島駅前 - バイパス - 西原IC - 許田IC - 道の駅許田 - 名護市役所前 - 名護バスターミナル前 - 本部港 - 美ら海水族館（センチュリオンホテル沖縄美ら海） - 運天港

那覇バス・琉球バス・沖縄バス（共同運行）
2017年7月から、那覇バスターミナル（旭橋駅前）、名護バスターミナルを経由する一般乗合の高速バス（系統番号 117 美ら海直行）を開設している。
- 那覇空港 - 那覇バスターミナル（旭橋駅前）- 那覇インター前 - 沖縄南IC - 沖縄北IC - 石川IC - 名護市役所前 - 名護バスターミナル - 本部港 - 記念公園前（沖縄美ら海水族館） - オリオンモトブリゾート＆スパ

沖縄エアポートシャトル
2018年5月23日から、ナビービーチ前、かりゆしビーチ前を経由する一般乗合の高速バスを開設している。
- [リゾートライナー] 那覇空港 国内線（乗車のみ）- 那覇空港 国際線（乗車のみ）- 県庁北口（国際通り入口）（乗車のみ）- おんなの駅（なかゆくい市場前）- タイガービーチ前 - サンマリーナビーチ前 - ナビービーチ前 - かりゆしビーチ前 - 名護市役所前 - 本部港 - ハナサキマルシェ前（降車のみ） - 記念公園前（沖縄美ら海水族館）（降車のみ）- エメラルドビーチ前（降車のみ） - 備瀬フクギ並木入り口

- [エアポートライナー] 備瀬フクギ並木入り口（乗車のみ） - ホテルオリオンモトブリゾート＆スパ（乗車のみ） - 記念公園前（沖縄美ら海水族館）（乗車のみ）- ハナサキマルシェ前（乗車のみ） - 本部港 - 名護市役所前 - かりゆしビーチ前 - ナビービーチ前 - サンマリーナビーチ前 - タイガービーチ前 - おんなの駅（なかゆくい市場前）- 旭橋駅・那覇バスターミナル前（降車のみ） - 那覇空港 国内線（降車のみ） - 那覇空港 国際線

美ら海ライナー（カリー観光）
2019年4月1日から那覇空港からアメリカンビレッジを経由して運行する一般乗合のバス路線を開設している。
- 那覇空港 - 県庁北口（乗車のみ）/旭橋駅（降車のみ） - おもろまち駅前 - アメリカンビレッジ前 - 名護市役所前 - ハナサキマルシェ前 - 記念公園前（沖縄美ら海水族館） - センチュリオンホテルアンドリゾートヴィンテージ沖縄美ら海 - ホテルオリオンモトブリゾート＆スパ

定期観光バス
2021年現在、那覇市内発着の場合那覇バス、沖縄バス（但し両社とも、当館の入場券は別売りで発着点で割引券購入可能）の運営が確認されている。

## 関連作品
- 岩貞るみこ『もういちど宙（そら）へ - 沖縄美ら海水族館人工尾びれをつけたイルカフジの物語』（講談社 2005年 ISBN 4063527301）
  - 上記の派生作品
    - 映画『ドルフィンブルー フジ、もういちど宙へ』（2007年）
    - 萩原はるな『ドルフィンブルー フジ、もういちど宙へ』（講談社 2007年 ISBN 978-4-06-214086-7）
- DVD『ちゅらうみ Chu・ra・u・mi 〜沖縄美ら海水族館への招待〜』（2007年、アミューズソフト）
- 『美ら海からの年賀状』（ドラマ） フジテレビジョン（2007年12月14日放送）
- 『夢の扉〜世界初となるマンタの育成を成功させたい〜PartI・II』（ノンフィクション） TBS（2008年8月3・10日放送）
- 『FOREVER BLUE〜美ら海からのたより〜』（FM沖縄開局25周年記念全国ネットラジオ番組、2009年9月放送）
- 海洋博公園・沖縄美ら海水族館 〜癒しの旅に出かけよう〜 モッテコ書店（2009年05月26日）
- 『沖縄美ら海水族館写真集』写真／宮地岩根・守谷美峰　監修／沖縄美ら海水族館（晋遊舎 2010年09月27日） ISBN 978-4-86391-122-2
- 『桃太郎電鉄2010 戦国・維新のヒーロー大集合!の巻』(名義はちゅら海水族館)。
- 『PlayStation Home』 - PlayStation 3のメタバース。当水族館監修による「黒潮の海水槽」が再現された「Sony Aquarium VR 黒潮の海」が2011年7月28日から10月までの期間限定で公開されている。
- 映画『沖縄美ら海水族館 〜海からのメッセージ〜』（2013年） - 子供の映画体験サポート企画「こどもの映画館シリーズ」第1弾。

## 連携協定
2023年（令和5年）に沖縄美ら海水族館を運営する沖縄美ら島財団、シャークミュージアムが施設内にある海の市、宮城県気仙沼市の三者間で連携協定が結ばれた。2024年（令和6年）3月のシャークミュージアムのリニューアルでは、沖縄美ら海水族館で展示されていた長さ約8メートルのウバザメのオブジェがシャークミュージアムに移設され展示されている。また、シャークミュージアム館内に沖縄美ら海水族館の研究者の研究をパネル等で紹介する「美ら海・
サメ博士の部屋気仙沼出張所」が設けられた。